# Lausanne LUCAF Owls 2023
Questa voce raccoglie le informazioni riguardanti i Lausanne LUCAF Owls nelle competizioni ufficiali della stagione 2023.

## Lega C 2023

### Stagione regolare
| 16 aprile 2023 2ª giornata | Lausanne LUCAF Owls | 6 – 7 | Geneva Whoppers |  |

| 23 aprile 2023 3ª giornata | Geneva Whoppers | 16 – 18 | Lausanne LUCAF Owls |  |

| 30 aprile 2023 4ª giornata | Fribourg Cardinals | 0 – 6 | Lausanne LUCAF Owls |  |

| 14 maggio 2023 6ª giornata | Morges Bandits | 7 – 39 | Lausanne LUCAF Owls |  |

| 21 maggio 2023 7ª giornata | Lausanne LUCAF Owls | 33 – 0 | Morges Bandits |  |

| 11 giugno 2023 10ª giornata | Neuchâtel Knights | 0 – 33 | Lausanne LUCAF Owls |  |

| 18 giugno 2023 11ª giornata | Lausanne LUCAF Owls | 50 – 0 | Fribourg Cardinals |  |

| 25 giugno 2023 12ª giornata | Lausanne LUCAF Owls | 20 – 6 | Neuchâtel Knights |  |

### Playoff
| 1º luglio 2023 Semifinale | Lausanne LUCAF Owls | 28 – 18 | Glarus Orks |  |

| 8 luglio 2023 Finale | Lausanne LUCAF Owls | 39 – 7 | Geneva Whoppers |  |

## Statistiche di squadra
| Competizione      | %Vittorie | In casa | In casa | In casa | In casa | In casa | In casa | In trasferta | In trasferta | In trasferta | In trasferta | In trasferta | In trasferta | Totale | Totale | Totale | Totale | Totale | Totale |
| Competizione      | %Vittorie | G       | V       | N       | P       | Pf      | Ps      | G            | V            | N            | P            | Pf           | Ps           | G      | V      | N      | P      | Pf     | Ps     |
| ----------------- | --------- | ------- | ------- | ------- | ------- | ------- | ------- | ------------ | ------------ | ------------ | ------------ | ------------ | ------------ | ------ | ------ | ------ | ------ | ------ | ------ |
| Stagione regolare | .875      | 4       | 3       | 0       | 1       | 109     | 13      | 4            | 4            | 0            | 0            | 96           | 23           | 8      | 7      | 0      | 1      | 205    | 36     |
| Playoff           | 1.000     | 2       | 2       | 0       | 0       | 67      | 25      | 0            | 0            | 0            | 0            | 0            | 0            | 2      | 2      | 0      | 0      | 67     | 25     |
| Totale            | .900      | 6       | 5       | 0       | 1       | 176     | 38      | 4            | 4            | 0            | 0            | 96           | 23           | 10     | 9      | 0      | 1      | 272    | 61     |